# Vetagrande
Vetagrande là một đô thị thuộc bang Zacatecas, México. Năm 2005, dân số của đô thị này là 8358 người.